# Iran na Zimowych Igrzyskach Olimpijskich 2002
Iran na Zimowych Igrzyskach Olimpijskich 2002 reprezentowało 2 zawodników.

## Wyniki reprezentantów Iranu

### Narciarstwo alpejskie
Mężczyźni
- Bagher Kalhor

Slalom - nie ukończył

### Biegi narciarskie
- Sayed Mostafa Mirhashemi

Bieg łączony na 20 km - 76 miejsce